# Crockerella lowei
Crockerella lowei é uma espécie de gastrópode do gênero Crockerella, pertencente à família Clathurellidae.